# Circuit d'Imatra
Le Circuit d'Imatra est un ancien circuit temporaire de sports mécaniques situé à Imatra, en Finlande. Le tracé, situé à l'est d'Imatra et non loin de la Russie, longeait la rivière Vuoksi et empruntait différentes routes. Il a accueilli à 19 reprises de 1964 à 1982 le Grand Prix de Finlande. Un accident mortel en 1982 fit que l'épreuve fut remplacée par le Championnat d'Europe de moto, épreuve qui ne tint que jusqu'en 1986. Il sert aujourd'hui comme voie de circulation.

## Description
De 1962 à 1978, le circuit mesurait 6,030 km et prenait la forme d'un rectangle. N'étant altéré que par peu de virages serrés, il était très rapide. Il présentait la particularité de couper à deux reprises une voie ferrée. Cependant, à partir de 1979, le tracé est amputé de sa partie est. Prenant alors la forme d'un triangle, le départ est donné sur la ligne droite longeant la rivière, alors qu'auparavant, le départ se prenait à l'est de la voie ferrée.

## Accidents mortels
Le circuit connut deux accidents mortels durant son existence. Le premier, en 1964, où le pilote anglais Vernon Cottle chuta aux essais et décéda huit jours plus tard. Le second accident mortel eu lieu en 1982 durant la course des side-cars où l'Écossais Jock Taylor perdit la vie. Cet accident amena la fin du Grand Prix de Finlande.

## Palmarès[2]

### De 1964 à 1972
| Année | Classe   | 1er                                        | 2e                                          | 3e                                          | Meilleur tour en course                   |  |
| ----- | -------- | ------------------------------------------ | ------------------------------------------- | ------------------------------------------- | ----------------------------------------- |  |
| 1964  | 50 cm3   | Hugh Anderson (Suzuki)                     | Hans Georg Anscheidt (Kreidler)             | Luigi Taveri (Kreidler)                     | Hugh Anderson (Suzuki)                    |  |
| 1964  | 125 cm3  | Luigi Taveri (Honda)                       | Ralph Bryans (Honda)                        | Jim Redman (Honda)                          | Jim Redman (Honda)                        |  |
| 1964  | 350 cm3  | Jim Redman (Honda)                         | Bruce Beale (Honda)                         | Endel Kiisa (CKEB)                          | Jim Redman (Honda)                        |  |
| 1964  | 500 cm3  | Jack Ahearn (Norton)                       | Michael Duff (Matchless)                    | Gyula Marsovszky (Matchless)                | Michael Duff (Matchless)                  |  |
|       |          |                                            |                                             |                                             |                                           |  |
| 1965  | 125 cm3  | Hugh Anderson (Suzuki)                     | Frank Perris (Suzuki)                       | Jochen Leitert (MZ)                         | Hugh Anderson (Suzuki)                    |  |
| 1965  | 250 cm3  | Michael Duff (Yamaha)                      | Heinz Rosner (MZ)                           | Ralph Bryans (Honda)                        | Michael Duff (Yamaha)                     |  |
| 1965  | 350 cm3  | Giacomo Agostini (MV Agusta)               | Bruce Beale (Honda)                         | František Boček (Jawa)                      | Giacomo Agostini (MV Agusta)              |  |
| 1965  | 500 cm3  | Giacomo Agostini (MV Agusta)               | Paddy Driver (Matchless)                    | Fred Stevens (Matchless)                    | Giacomo Agostini (MV Agusta)              |  |
|       |          |                                            |                                             |                                             |                                           |  |
| 1966  | 125 cm3  | Phil Read (Yamaha)                         | Luigi Taveri (Honda)                        | Ralph Bryans (Honda)                        | Luigi Taveri (Honda)                      |  |
| 1966  | 250 cm3  | Mike Hailwood (Honda)                      | Stuart Graham (Honda)                       | František Šťastný (Jawa)                    | Mike Hailwood (Honda)                     |  |
| 1966  | 350 cm3  | Mike Hailwood (Honda)                      | Heinz Rosner (MZ)                           | Jack Ahearn (Norton)                        | Mike Hailwood (Honda)                     |  |
| 1966  | 500 cm3  | Giacomo Agostini (MV Agusta)               | Mike Hailwood (Honda)                       | Jack Findlay (McIntyre-Matchless)           | Giacomo Agostini (MV Agusta)              |  |
|       |          |                                            |                                             |                                             |                                           |  |
| 1967  | 125 cm3  | Stuart Graham (Suzuki)                     | Bill Ivy (Yamaha)                           | Dave Simmonds (Kawasaki)                    | Bill Ivy (Yamaha)                         |  |
| 1967  | 250 cm3  | Mike Hailwood (Honda)                      | Bill Ivy (Yamaha)                           | Derek Woodman (MZ)                          | Mike Hailwood (Honda)                     |  |
| 1967  | 500 cm3  | Giacomo Agostini (MV Agusta)               | John Hartle (Métisse-Matchless)             | Billie Nelson (Norton)                      | Giacomo Agostini (MV Agusta)              |  |
| 1967  | Side-car | Klaus Enders/ Ralf Engelhardt (BMW)        | Johann Attenberger/ Josef Schillinger (BMW) | Georg Auerbacher/ Eduard Dein (BMW)         | Klaus Enders/ Ralf Engelhardt (BMW)       |  |
|       |          |                                            |                                             |                                             |                                           |  |
| 1968  | 125 cm3  | Phil Read (Yamaha)                         | Bill Ivy (Yamaha)                           | Heinz Rosner (MZ)                           | Bill Ivy (Yamaha)                         |  |
| 1968  | 250 cm3  | Phil Read (Yamaha)                         | Heinz Rosner (MZ)                           | Rodney Gould (Bultaco-Yamaha)               | Phil Read (Yamaha)                        |  |
| 1968  | 500 cm3  | Giacomo Agostini (MV Agusta)               | Jack Findlay (McIntyre-Matchless)           | Derek Woodman (Seeley)                      | Giacomo Agostini (MV Agusta)              |  |
| 1968  | Side-car | Helmut Fath/ Wolfgang Kalauch (URS)        | Heinz Luthringshauser/ Geoff Hughes (BMW)   | Georg Auerbacher/ Hermann Hahn (BMW)        | Helmut Fath/ Wolfgang Kalauch (URS)       |  |
|       |          |                                            |                                             |                                             |                                           |  |
| 1969  | 125 cm3  | Dave Simmonds (Kawasaki)                   | Günter Bartusch (MZ)                        | Cees van Dongen (Suzuki)                    | Dave Simmonds (Kawasaki)                  |  |
| 1969  | 250 cm3  | Kent Andersson (Yamaha)                    | Günter Bartusch (MZ)                        | Börje Jansson (Yamaha)                      | Kent Andersson (Yamaha)                   |  |
| 1969  | 350 cm3  | Giacomo Agostini (MV Agusta)               | Rodney Gould (Yamaha)                       | Giuseppe Visenzi (Yamaha)                   | Giacomo Agostini (MV Agusta)              |  |
| 1969  | 500 cm3  | Giacomo Agostini (MV Agusta)               | Billie Nelson (Paton)                       | Godfrey Nash (Norton)                       | Giacomo Agostini (MV Agusta)              |  |
| 1969  | Side-car | Klaus Enders/ Ralf Engelhardt (BMW)        | Helmut Lünemann/ Johnny Bengtsson (BMW)     | Heinz Luthringshauser/ Geoff Hughes (BMW)   | Helmut Fath/ Wolfgang Kalauch (URS)       |  |
|       |          |                                            |                                             |                                             |                                           |  |
| 1970  | 125 cm3  | Dave Simmonds (Kawasaki)                   | Thomas Heuschkel (MZ)                       | Hartmut Bischoff (MZ)                       | Ángel Nieto (Derbi)                       |  |
| 1970  | 250 cm3  | Rodney Gould (Yamaha)                      | Kent Andersson (Yamaha)                     | Paul Smart (Yamaha)                         | Rodney Gould (Yamaha)                     |  |
| 1970  | 350 cm3  | Giacomo Agostini (MV Agusta)               | Kent Andersson (Yamaha)                     | Rodney Gould (Yamaha)                       | Giacomo Agostini (MV Agusta)              |  |
| 1970  | 500 cm3  | Giacomo Agostini (MV Agusta)               | Ginger Molloy (Kawasaki)                    | Alberto Pagani (Linto)                      | Giacomo Agostini (MV Agusta)              |  |
| 1970  | Side-car | Klaus Enders/ Ralf Engelhardt (BMW)        | Siegfried Schauzu/ Peter Rutterford (BMW)   | Arsenius Butscher/ Josef Huber (BMW)        | Klaus Enders/ Ralf Engelhardt (BMW)       |  |
|       |          |                                            |                                             |                                             |                                           |  |
| 1971  | 125 cm3  | Barry Sheene (Suzuki)                      | Dieter Braun (Maico)                        | Gert Bender (Maico)                         | Barry Sheene (Suzuki)                     |  |
| 1971  | 250 cm3  | Rodney Gould (Yamaha)                      | John Dodds (Yamaha)                         | Dieter Braun (Yamaha)                       | Jarno Saarinen (Yamaha)                   |  |
| 1971  | 350 cm3  | Giacomo Agostini (MV Agusta)               | Jarno Saarinen (Yamaha)                     | Billie Nelson (Yamaha)                      | Giacomo Agostini (MV Agusta)              |  |
| 1971  | 500 cm3  | Giacomo Agostini (MV Agusta)               | Dave Simmonds (Kawasaki)                    | Rob Bron (Suzuki)                           | Giacomo Agostini (MV Agusta)              |  |
| 1971  | Side-car | Horst Owesle/ Peter Rutterford (Münch-URS) | Richard Wegener/ Adi Heinrichs (BMW)        | Jean-Claude Castella/ Albert Castella (BMW) | Siegfried Schauzu/ Wolfgang Kalauch (BMW) |  |
|       |          |                                            |                                             |                                             |                                           |  |
| 1972  | 125 cm3  | Kent Andersson (Yamaha)                    | Ángel Nieto (Derbi)                         | Dieter Braun (Maico)                        | Kent Andersson (Yamaha)                   |  |
| 1972  | 250 cm3  | Jarno Saarinen (Yamaha)                    | Silvio Grassetti (MZ)                       | Kent Andersson (Yamaha)                     | Jarno Saarinen (Yamaha)                   |  |
| 1972  | 350 cm3  | Giacomo Agostini (MV Agusta)               | Jarno Saarinen (Yamaha)                     | Renzo Pasolini (Aermacchi)                  | Giacomo Agostini (MV Agusta)              |  |
| 1972  | 500 cm3  | Giacomo Agostini (MV Agusta)               | Alberto Pagani (MV Agusta)                  | Rodney Gould (Yamaha)                       | Giacomo Agostini (MV Agusta)              |  |
| 1972  | Side-car | Chris Vincent/ Michael Casey (Münch-URS)   | Klaus Enders/ Ralf Engelhardt (Busch-BMW)   | Siegfried Schauzu/ Wolfgang Kalauch (BMW)   | Chris Vincent/ Michael Casey (Münch-URS)  |  |

### De 1973 à 1982
(Fond coloré = course boycottée par les pilotes internationaux)
| Année | Classe   | 1er                                          | 2e                                             | 3e                                              | Pole position                                  | Meilleur tour en course                                |  |
| ----- | -------- | -------------------------------------------- | ---------------------------------------------- | ----------------------------------------------- | ---------------------------------------------- | ------------------------------------------------------ |  |
| 1973  | 125 cm3  | Otello Buscherini (Malanca)                  | Kent Andersson (Yamaha)                        | Börje Jansson (Maico)                           | Kent Andersson (Yamaha)                        | Otello Buscherini (Malanca)                            |  |
| 1973  | 250 cm3  | Teuvo Länsivuori (Yamaha)                    | Dieter Braun (Yamaha)                          | John Dodds (Yamaha)                             | Teuvo Länsivuori (Yamaha)                      | Teuvo Länsivuori (Yamaha)                              |  |
| 1973  | 350 cm3  | Giacomo Agostini (MV Agusta)                 | Phil Read (MV Agusta)                          | John Dodds (Yamaha)                             | Teuvo Länsivuori (Yamaha)                      | John Dodds (Yamaha)                                    |  |
| 1973  | 500 cm3  | Giacomo Agostini (MV Agusta)                 | Phil Read (MV Agusta)                          | Bruno Kneubühler (Yamaha)                       | Giacomo Agostini (MV Agusta)                   | Giacomo Agostini (MV Agusta)                           |  |
| 1973  | Side-car | Kalevi Rahko/ Kari Laatikainen (Honda)       | Jaakko Palomäki/ Juhani Vesterinen (BMW)       | Pentti Moskari/ Olaf Sten (BMW)                 | Inconnu                                        | Matti Satukangas/ Alanen (Sachs)                       |  |
|       |          |                                              |                                                |                                                 |                                                |                                                        |  |
| 1974  | 50 cm3   | Julien van Zeebroeck (Van Veen-Kreidler)     | Rudolf Kunz (Kreidler)                         | Ulrich Graf (Kreidler)                          | Julien van Zeebroeck (Van Veen-Kreidler)       | Julien van Zeebroeck (Van Veen-Kreidler)               |  |
| 1974  | 250 cm3  | Walter Villa (Harley-Davidson)               | Michel Rougerie (Harley-Davidson)              | Dieter Braun (Yamaha)                           | Michel Rougerie (Harley-Davidson)              | Walter Villa (Harley-Davidson)                         |  |
| 1974  | 350 cm3  | John Dodds (Yamaha)                          | Bruno Kneubühler (Yamaha)                      | Dieter Braun (Yamaha)                           | Teuvo Länsivuori (Yamaha)                      | Bruno Kneubühler (Yamaha)                              |  |
| 1974  | 500 cm3  | Phil Read (MV Agusta)                        | Gianfranco Bonera (MV Agusta)                  | Teuvo Länsivuori (Yamaha)                       | Phil Read (MV Agusta)                          | Teuvo Länsivuori (Yamaha)                              |  |
|       |          |                                              |                                                |                                                 |                                                |                                                        |  |
| 1975  | 50 cm3   | Ángel Nieto (Kreidler)                       | Eugenio Lazzarini (Piovaticci)                 | Rudolf Kunz (Kreidler)                          | Eugenio Lazzarini (Piovaticci)                 | Ángel Nieto (Kreidler)                                 |  |
| 1975  | 250 cm3  | Michel Rougerie (Harley-Davidson)            | Johnny Cecotto (Yamaha)                        | Otello Buscherini (Yamaha)                      | Michel Rougerie (Harley-Davidson)              | Johnny Cecotto (Yamaha)                                |  |
| 1975  | 350 cm3  | Johnny Cecotto (Yamaha)                      | Giacomo Agostini (Yamaha)                      | Patrick Pons (Yamaha)                           | Johnny Cecotto (Yamaha)                        | Patrick Pons (Yamaha)                                  |  |
| 1975  | 500 cm3  | Giacomo Agostini (Yamaha)                    | Teuvo Länsivuori (Yamaha)                      | Jack Findlay (Yamaha)                           | Gianfranco Bonera (MV Agusta)                  | Giacomo Agostini (Yamaha)                              |  |
|       |          |                                              |                                                |                                                 |                                                |                                                        |  |
| 1976  | 50 cm3   | Julien van Zeebroeck (Kreidler)              | Ulrich Graf (Kreidler)                         | Eugenio Lazzarini (UFO)                         | Ángel Nieto (Bultaco)                          | Ulrich Graf (Kreidler)                                 |  |
| 1976  | 125 cm3  | Pier Paolo Bianchi (Morbidelli)              | Gert Bender (Bender)                           | Henk van Kessel (AGV Condor)                    | Pier Paolo Bianchi (Morbidelli)                | Pier Paolo Bianchi (Morbidelli)                        |  |
| 1976  | 250 cm3  | Walter Villa (Harley-Davidson)               | Takazumi Katayama (Yamaha)                     | Gianfranco Bonera (Harley-Davidson)             | Walter Villa (Harley-Davidson)                 | Gianfranco Bonera (Harley-Davidson)                    |  |
| 1976  | 350 cm3  | Walter Villa (Harley-Davidson)               | Dieter Braun (Morbidelli)                      | Tom Herron (Yamaha)                             | Walter Villa (Harley-Davidson)                 | Dieter Braun (Morbidelli)                              |  |
| 1976  | 500 cm3  | Pat Hennen (Suzuki)                          | Teuvo Länsivuori (Suzuki)                      | Philippe Coulon (Suzuki)                        | Giacomo Agostini (Suzuki)                      | John Newbold (Suzuki)                                  |  |
|       |          |                                              |                                                |                                                 |                                                |                                                        |  |
| 1977  | 125 cm3  | Pier Paolo Bianchi (Morbidelli)              | Eugenio Lazzarini (Morbidelli)                 | Jean-Louis Guignabodet (Morbidelli)             | Pier Paolo Bianchi (Morbidelli)                | Pier Paolo Bianchi (Morbidelli)                        |  |
| 1977  | 250 cm3  | Walter Villa (Harley-Davidson)               | Mick Grant (Kawasaki)                          | Kork Ballington (Yamaha)                        | Alan North (Yamaha)                            | Walter Villa (Harley-Davidson)                         |  |
| 1977  | 350 cm3  | Takazumi Katayama (Yamaha)                   | Christian Sarron (Yamaha)                      | Jon Ekerold (Yamaha)                            | Johnny Cecotto (Yamaha)                        | Jon Ekerold (Yamaha)                                   |  |
| 1977  | 500 cm3  | Johnny Cecotto (Yamaha)                      | Marco Lucchinelli (Suzuki)                     | Gianfranco Bonera (Suzuki)                      | Barry Sheene (Suzuki)                          | Johnny Cecotto (Yamaha)                                |  |
|       |          |                                              |                                                |                                                 |                                                |                                                        |  |
| 1978  | 125 cm3  | Ángel Nieto (Minarelli)                      | Eugenio Lazzarini (MBA)                        | Harald Bartol (Morbidelli)                      | Eugenio Lazzarini (MBA)                        | Ángel Nieto (Minarelli)                                |  |
| 1978  | 250 cm3  | Kork Ballington (Kawasaki)                   | Gregg Hansford (Kawasaki)                      | Mario Lega (Morbidelli)                         | Gregg Hansford (Kawasaki)                      | Kork Ballington (Kawasaki)                             |  |
| 1978  | 350 cm3  | Kork Ballington (Kawasaki)                   | Takazumi Katayama (Yamaha)                     | Tom Herron (Yamaha)                             | Kork Ballington (Kawasaki)                     | Takazumi Katayama (Yamaha)                             |  |
| 1978  | 500 cm3  | Wil Hartog (Suzuki)                          | Takazumi Katayama (Yamaha)                     | Johnny Cecotto (Yamaha)                         | Johnny Cecotto (Yamaha)                        | Johnny Cecotto (Yamaha)                                |  |
|       |          |                                              |                                                |                                                 |                                                |                                                        |  |
| 1979  | 125 cm3  | Ricardo Tormo (Bultaco)                      | Matti Kinnunen (MBA)                           | Hans Müller (MBA)                               | Stefan Dörflinger (Morbidelli)                 | Ricardo Tormo (Bultaco)                                |  |
| 1979  | 250 cm3  | Kork Ballington (Kawasaki)                   | Gregg Hansford (Kawasaki)                      | Patrick Fernandez (Yamaha)                      | Toni Mang (Kawasaki)                           | Gregg Hansford (Kawasaki)                              |  |
| 1979  | 350 cm3  | Gregg Hansford (Kawasaki)                    | Patrick Fernandez (Yamaha)                     | Pentti Korhonen (Yamaha)                        | Kork Ballington (Kawasaki)                     | Gregg Hansford (Kawasaki)                              |  |
| 1979  | 500 cm3  | Boet van Dulmen (Suzuki)                     | Randy Mamola (Suzuki)                          | Barry Sheene (Suzuki)                           | Boet van Dulmen (Suzuki)                       | Jack Middelburg (Suzuki)                               |  |
|       |          |                                              |                                                |                                                 |                                                |                                                        |  |
| 1980  | 125 cm3  | Ángel Nieto (Minarelli)                      | Pier Paolo Bianchi (MBA)                       | Hans Müller (MBA)                               | Guy Bertin (Motobécane)                        | Ángel Nieto (Minarelli)                                |  |
| 1980  | 250 cm3  | Kork Ballington (Kawasaki)                   | Toni Mang (Krauser)                            | Roland Freymond (Ad Majora)                     | Toni Mang (Krauser)                            | Kork Ballington (Kawasaki)                             |  |
| 1980  | 500 cm3  | Wil Hartog (Suzuki)                          | Kenny Roberts (Yamaha)                         | Franco Uncini (Suzuki)                          | Graziano Rossi (Suzuki)                        | Marco Lucchinelli (Suzuki)                             |  |
| 1980  | Side-car | Jock Taylor/ Benga Johansson (Windle-Yamaha) | Werner Schwärzel/ Andreas Huber (Yamaha)       | Bruno Holzer/ Karl Meierhans (LCR-Yamaha)       | Alain Michel/ Michael Burkhard (Seymaz-Yamaha) | Rolf Biland/ Kurt Waltisperg (LCR-Yamaha)              |  |
|       |          |                                              |                                                |                                                 |                                                |                                                        |  |
| 1981  | 125 cm3  | Ángel Nieto (Minarelli)                      | Jacques Bolle (Motobécane)                     | Maurizio Vitali (MBA)                           | Pier Paolo Bianchi (MBA)                       | Hans Müller (MBA)                                      |  |
| 1981  | 250 cm3  | Toni Mang (Kawasaki)                         | Jean-François Baldé (Kawasaki)                 | Jean-Louis Guignabodet (Kawasaki)               | Toni Mang (Kawasaki)                           | Toni Mang (Kawasaki)                                   |  |
| 1981  | 500 cm3  | Marco Lucchinelli (Suzuki)                   | Randy Mamola (Suzuki)                          | Kork Ballington (Kawasaki)                      | Marco Lucchinelli (Suzuki)                     | Marco Lucchinelli (Suzuki) en Jack Middelburg (Suzuki) |  |
| 1981  | Side-car | Rolf Biland/ Kurt Waltisperg (LCR-Yamaha)    | Jock Taylor/ Benga Johansson (Fowler-Yamaha)   | Werner Schwärzel/ Andreas Huber (Seymaz-Yamaha) | Rolf Biland/ Kurt Waltisperg (LCR-Yamaha)      | Werner Schwärzel/ Andreas Huber (Seymaz-Yamaha)        |  |
|       |          |                                              |                                                |                                                 |                                                |                                                        |  |
| 1982  | 125 cm3  | Iván Palazzese (MBA)                         | August Auinger (Bartol-MBA)                    | Johnny Wickström (MBA)                          | Hans Müller (MBA)                              | Iván Palazzese (MBA)                                   |  |
| 1982  | 250 cm3  | Christian Sarron (Yamaha)                    | Didier de Radiguès (Chevallier-Yamaha)         | Sito Pons (JJ Cobas-Rotax)                      | Didier de Radiguès (Chevallier-Yamaha)         | Christian Sarron (Yamaha)                              |  |
| 1982  | 350 cm3  | Toni Mang (Kawasaki)                         | Christian Sarron (Yamaha)                      | Donnie Robinson (Yamaha)                        | Didier de Radiguès (Chevallier-Yamaha)         | Toni Mang (Kawasaki)                                   |  |
| 1982  | Side-car | Rolf Biland/ Kurt Waltisperg (LCR-Yamaha)    | Alain Michel/ Michael Burkhard (Seymaz-Yamaha) | Werner Schwärzel/ Andreas Huber (Seymaz-Yamaha) | Rolf Biland/ Kurt Waltisperg (LCR-Yamaha)      | Rolf Biland/ Kurt Waltisperg (LCR-Yamaha)              |  |